# Santa Verónica (Francesco Mochi)
Santa Verónica es una escultura de mármol de Francesco Mochi realizada entre 1629 y 1639 para la Basílica de San Pedro de Roma, Italia.

## Historia
Francesco Mochi recibió en diciembre de 1629 el encargo de una de las cuatro estatuas monumentales que adornarían los nichos de los cuatro pilares de la basílica de San Pedro: la de Santa Véronique. Las otras tres obras son un San Andrea, encargada a François Duquesnoy; Santa Elena, a Andrea Bolgi; y San Longino, a Gian Lorenzo Bernini. De 1629 a 1632 trabajó en las distintas fases del proyecto realizando estucos y presentó el 8 de febrero de 1632 al Papa Urbano VIII una propuesta terminada que este último aprobó. Los bloques de mármol de Carrara se cortaron a finales de 1634. Realizó la obra final de 1635 a 1639 y la transportó a la basílica donde se inauguró oficialmente el 11 de noviembre de 1640.

## Descripción
Santa Verónica es una estatua de mármol de Carrara de 500 cm de altura, formada por tres bloques distintos. Obra maestra de Mochi, retoma diversos aspectos técnicos y escénicos de su grupo de La Anunciación (1603-1608) en el arremolinado del vestido y las formas masivas de la santa recordando ciertos principios aplicados en su obra temprana, que son considerados elementos fundacionales del estilo barroco en la escultura. La santa en movimiento presenta una tela, su velo con el que había limpiado el rostro de Cristo y que había conservado su impronta, según una antigua tradición cristiana.